# Política energética de Brasil
La principal característica de la matriz energética brasileña es que es mucho más renovable que la global. Mientras que en 2019 la matriz mundial estaba compuesta solo en un 14% por energía renovable, la de Brasil estaba en un 45%. El petróleo y los productos derivados del petróleo constituyeron el 34,3% de la matriz; derivados de la caña de azúcar, 18%; energía hidráulica, 12,4%; gas natural, 12,2%; leña y carbón vegetal, 8,8%; energías renovables variadas, 7%; carbón mineral, 5,3%; nuclear, 1,4%, y otras energías no renovables, 0,6%.
En la matriz de energía eléctrica, la diferencia entre Brasil y el mundo es aún mayor: mientras que el mundo solo tenía el 25% de energía eléctrica renovable en 2019, Brasil tenía el 83%. La matriz eléctrica brasileña está compuesta por: energía hidráulica, 64,9%; biomasa, 8,4%; energía eólica, 8,6%; energía solar, 1%; gas natural, 9,3%; derivados del petróleo, 2%; nuclear, 2,5%; carbón y derivados, 3,3%.
A fines de 2021, Brasil tenía 181,5 GW de energía instalada. También a fines de 2021, en términos de energía renovable instalada, fue el 2° país del mundo en términos de energía hidroeléctrica instalada (109,4 GW) y biomasa (15,8 GW), el 7° país del mundo en términos de energía eólica instalada (21,1 GW) y el decimocuarto país del mundo en términos de energía solar instalada (13,0 GW), en camino de convertirse también en uno de los 10 principales del mundo en energía solar. A finales de 2021, Brasil era el 4º mayor productor de energía eólica del mundo (72 TWh), solo por detrás de China, EE. UU. y Alemania, y el 11º mayor productor de energía solar del mundo (16,8 TWh).
En 2021, el país cerró el año como el 7º productor de petróleo del mundo, con un promedio cercano a los 3 millones de barriles diarios.

## Las reformas del sector energético

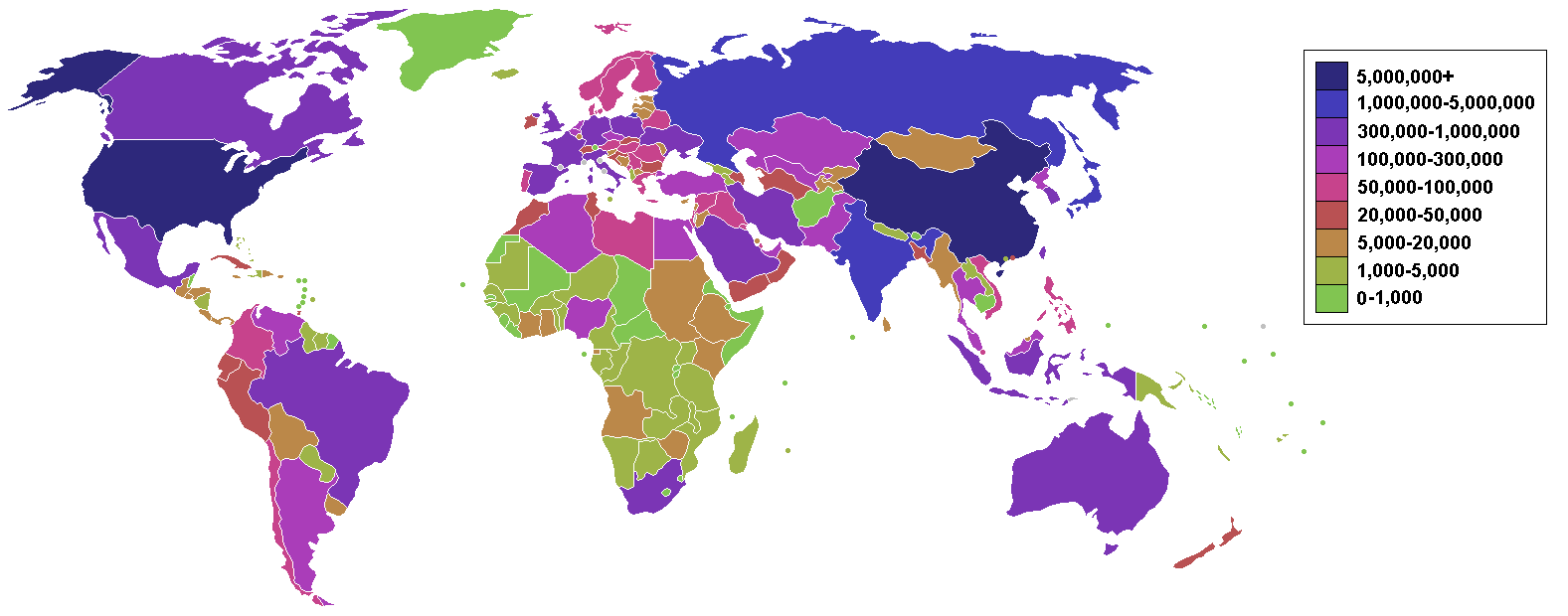
Países por emisiones de dióxido de carbono (azul el más alto)

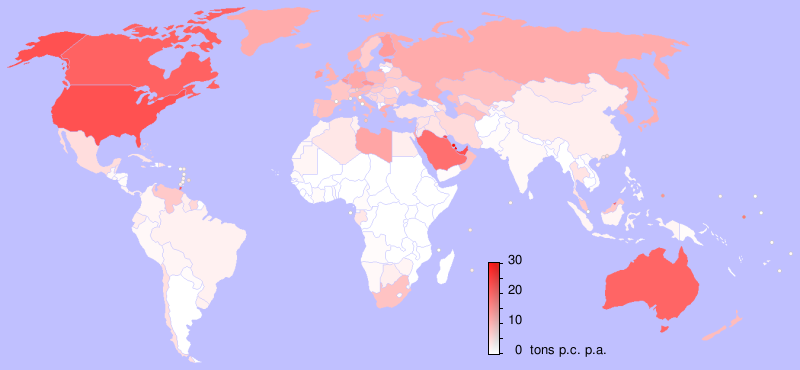
CO_{2} las emisiones de CO2 per cápita al año por país

A finales de la década de 1990 y el comienzo de la década de 2000, los sectores de energía de Brasil se sometieron a una liberalización del mercado.
En 1997, la Ley de inversión petrolera se aprobó, se estableció un marco jurídico y reglamentario, y se liberalizo la producción de petróleo. Los objetivos clave de la
ley fueron la creación de la CNPE y la ANP, el aumento del uso del gas natural, el aumento de la competencia en el mercado de la energía y las inversiones en la generación de energía. El monopolio de estado de la exploración de petróleo y gas se terminó, y las subvenciones a la energía se redujeron. Sin embargo, el gobierno mantuvo el control monopólico de los complejos energéticos clave y administró el precio de determinados productos energéticos.
Las políticas actuales del gobierno se concentran principalmente en la mejora de la eficiencia energética, en tanto residencial como en sectores industriales, así como el aumento de energías renovable. La nueva reestructuración del sector de la energía va a ser uno de los temas clave para garantizar inversiones para satisfacer la creciente necesidad de combustible y electricidad. 4

## Las fuentes primarias de energía

### Petróleo

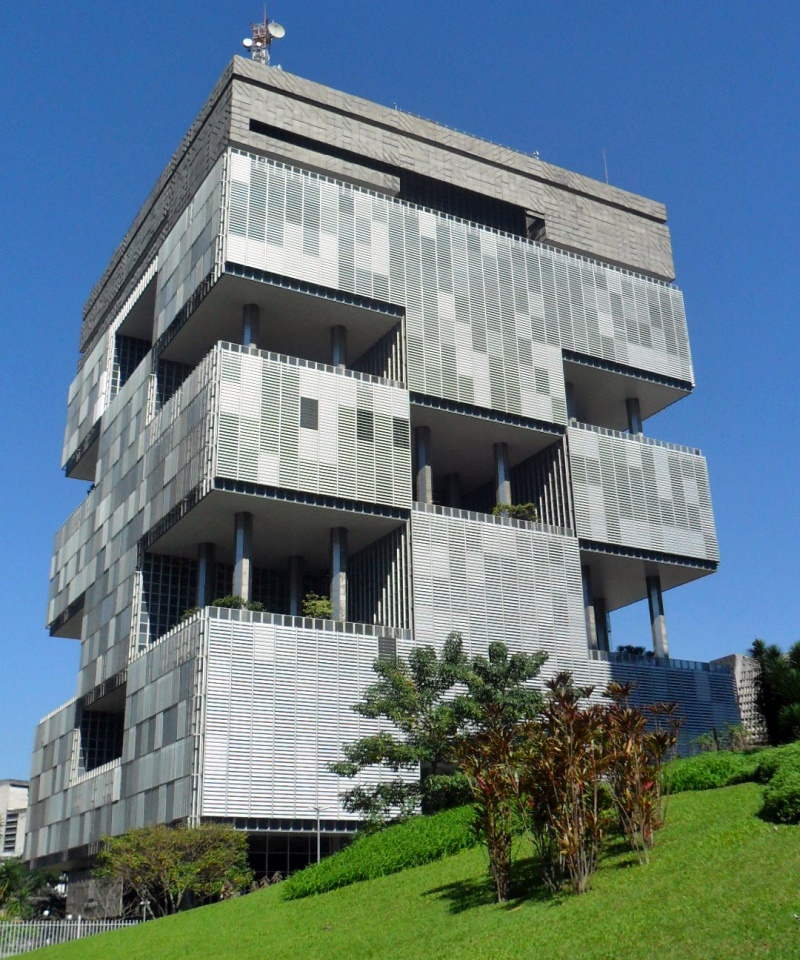
Petrobras sede en Río de Janeiro

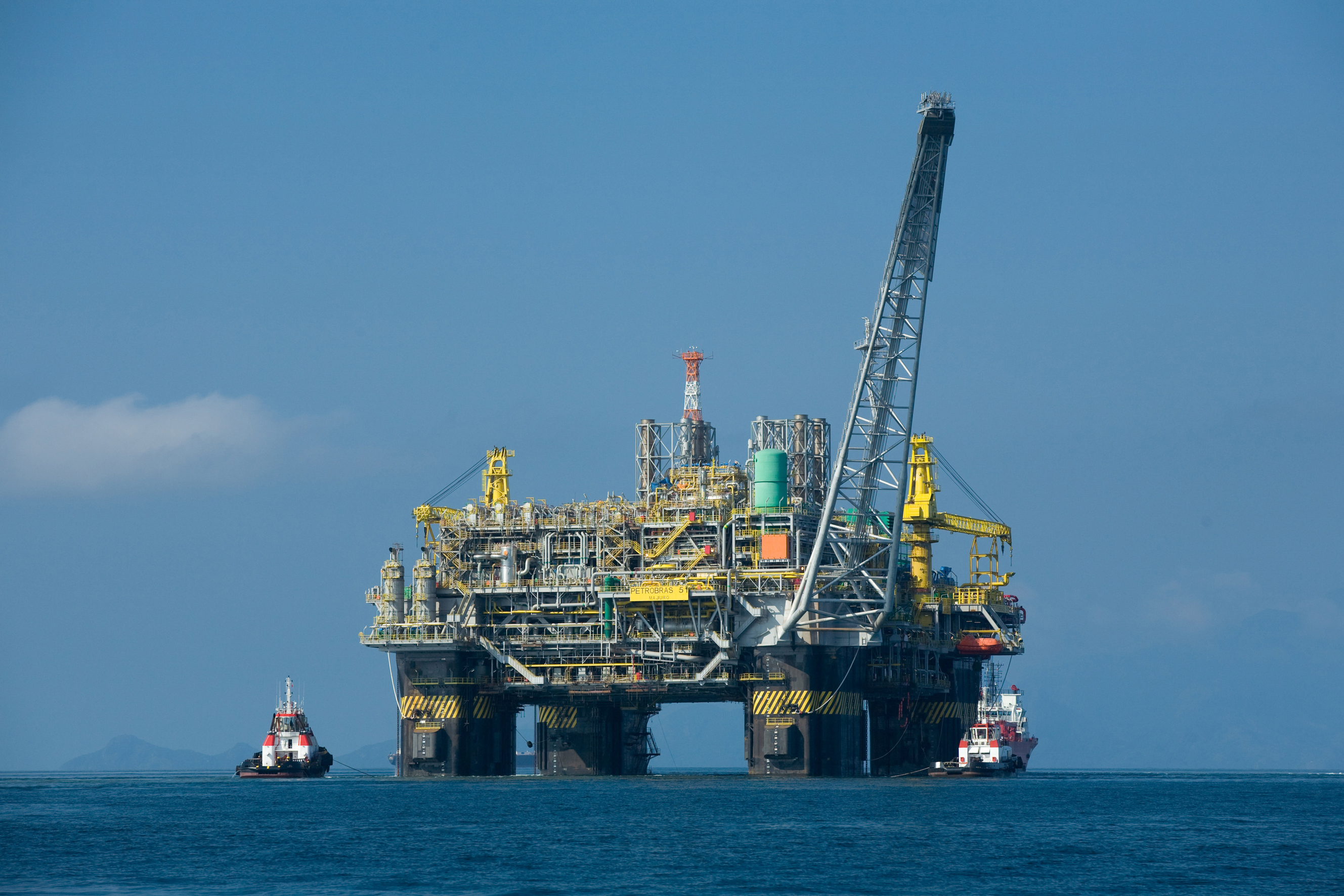
Plataforma P-51, para la producción de petróleo y gas natural en Río de Janeiro

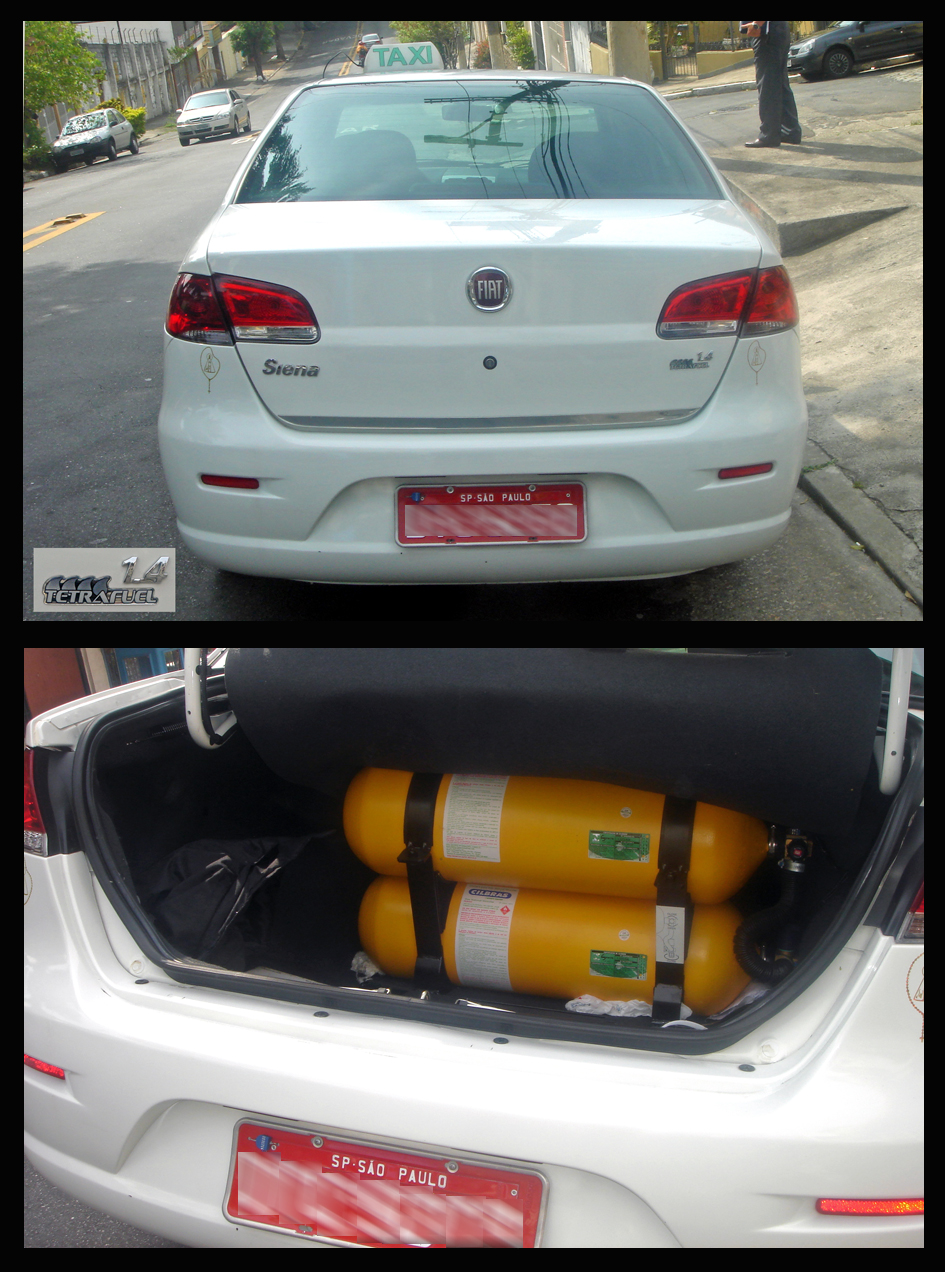
Los automóviles que funcionan con gas natural son comunes en Brasil.

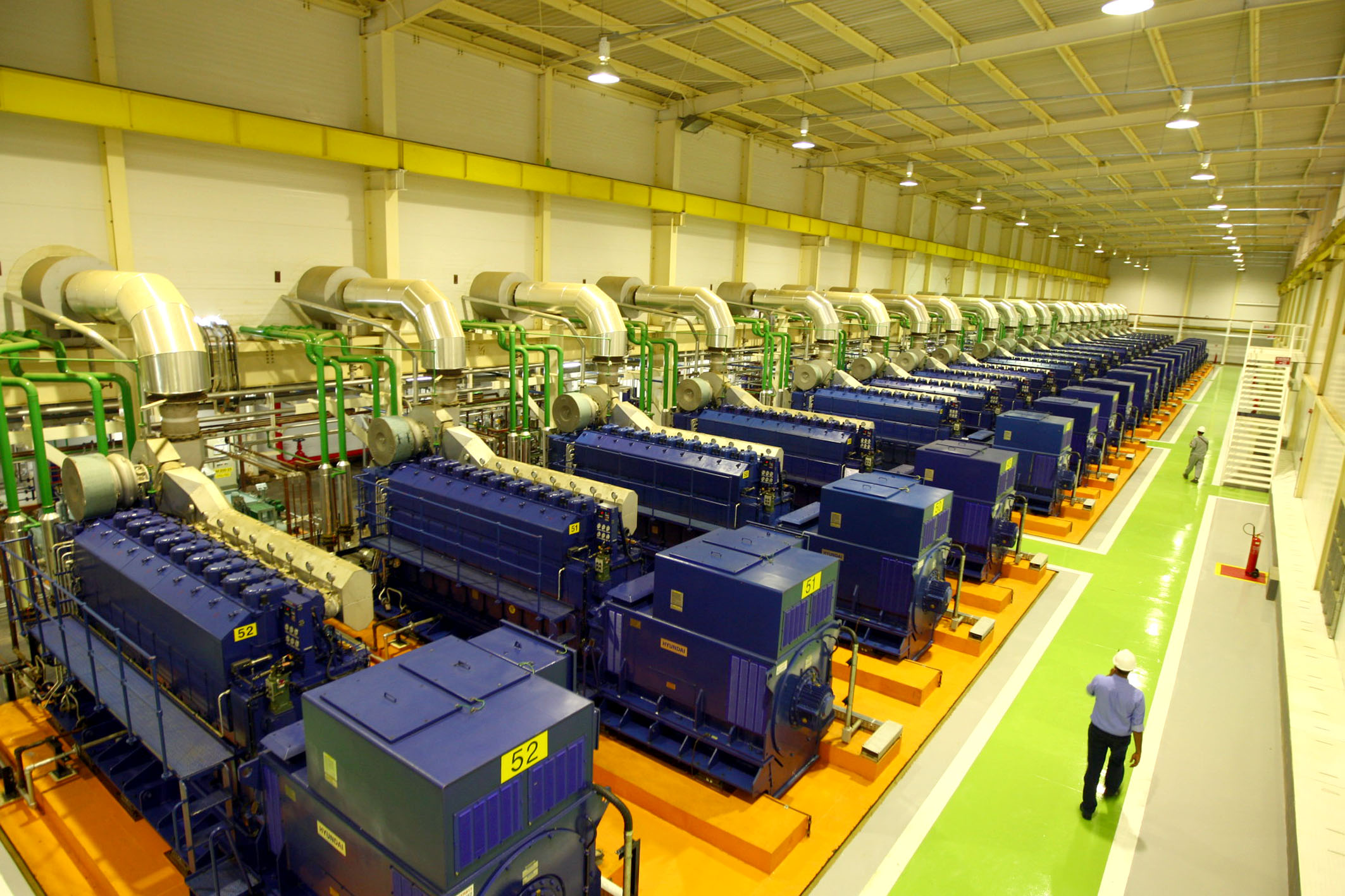
Planta termoeléctrica en Camaçari, Bahía

El gobierno brasileño ha emprendido un ambicioso programa para reducir la dependencia del petróleo importado, largo de las décadas. Las importaciones anteriormente representaban más del 70% de las necesidades de petróleo del país, pero Brasil se volvió autosuficiente en petróleo en 2006–2007. Brasil fue el décimo mayor productor de petróleo del mundo en 2019, con 2,8 millones de barriles / día. La producción logra abastecer la demanda del país. A principios de 2020, en la producción de petróleo y gas natural, el país superó por primera vez los 4 millones de barriles de petróleo equivalente por día. En enero de este año se extrajeron 3.168 millones de barriles de petróleo por día y 138.753 millones de metros cúbicos de gas natural. En 2019, Río de Janeiro fue el mayor productor de petróleo y gas natural de Brasil, con el 71% del volumen total producido. São Paulo ocupa el segundo lugar, con una participación del 11,5% en la producción total.
Hasta 1997, el monopolio petrolero pertenecía a Petróleo Brasileiro SA (Petrobras). A partir de hoy, más de 50 compañías petroleras están dedicadas a la exploración de petróleo. El único productor global de petróleo brasilero es Petrobras, con una producción de más de 2 millones de barriles (320.000 m³) por día. También es un importante distribuidor de productos derivados del petróleo, y es propietaria de las refinerías de petróleo y petroleros.
En 2006, Brasil tenía 11,2 mil millones de barriles (1.78 × 109 m³), las segunda más grande reservas probadas en Sudamérica después de Venezuela.  La gran mayoría de las reservas probadas se encuentran en las cuencas de Campos y Santos en alta mar en la costa sureste de Brasil. En noviembre de 2007, Petrobras anunció que cree que el campo de Tupi en alta mar de petróleo tiene entre 5 y 8 mil millones de barriles (1,3 × 109 m³) de petróleo recuperable y los campos vecinos pueden contener incluso más, lo que en definitiva podría convertir Brasil en uno de los mayores productores de petróleo en el mundo.
Transpetro, una subsidiaria de propiedad de Petrobras, opera una red de transporte de petróleo crudo. El sistema consta de 6.000 kilómetros (3.700 millas) de oleoductos, terminales costeras de importación, y por vía instalaciones de almacenamiento

### Gas natural
A finales de 2005, las reservas probadas de gas natural de Brasil fueron de 306 × 109 m, con reservas posibles espera que sea 15 veces mayor. Hasta hace poco tiempo el gas natural se produce como un subproducto de la industria petrolera. Las principales reservas se encuentran en uso en cuencas de Campos y Santos. Otras cuencas de gas natural incluyen Foz do Amazonas, Ceará Potiguar e, Pernambuco, Paraíba e, Sergipe / Alagoas, Espírito Santo y en Amazonas (en tierra Petrobras controla más del 90 por ciento de las reservas de gas natural de Brasil.
Al interior de Brasil sistemas de tuberías de gas son operados por la filial de Petrobras de Transpetro. En 2015, comenzó la construcción del Unificação Gas (Gasun tubería) que unirá Mato Grosso do Sul, en el suroeste de Brasil, Maranhão, en el noreste. Sinopec de China es un contratista para el gasoducto Gasene, que conectará las redes noreste y sureste. Petrobras también está construyendo el gasoducto Urucu-Manaus, que unirá las reservas de gas de Urucu a las centrales eléctricas en el estado de Amazonas
En 2005, la producción de gas fue de 18,7 × 109 m, que es menor que el consumo de gas natural de Brasil. las importaciones de gas provienen principalmente de Río de Bolivia bassin Grande a través del gasoducto Bolivia-Brasil (tubería Gasbol), de Argentina a través de la Transportadora de Gas del gasoducto del Mercosur (reserva de Paraná-Uruguayana), y de importación de GNL. Brasil ha mantenido conversaciones con Venezuela y Argentina para construir un sistema de tuberías nuevo Gran Gasoducto del Sur que une los tres países, sin embargo, el plan no se ha movido más allá de la etapa de planificación.

### Carbón
Brasil tiene reservas totales de carbón de unos 30 millones de toneladas, pero los depósitos varían según la calidad y cantidad. Las reservas recuperables probadas son alrededor de 10 millones de toneladas. En 2004 Brasil produjo 5,4 millones de toneladas de carbón, mientras que el consumo de carbón alcanzó 21,9 millones de toneladas. Casi la totalidad de la producción de carbón de Brasil es el carbón de vapor, de los cuales se dispara un 85% en las centrales eléctricas. Las reservas de carbón sub-bituminoso se encuentran principalmente en los estados de Rio Grande do Sul, Santa Catarina y Paraná.

### Aceite de esquisto bituminoso
Brasil tiene la segunda mayor reserva de aceite de esquisto bituminoso (las de Irati y depósitos lacustres) los recursos y tiene la segunda mayor producción de aceite de la pizarra después de que Estonia. los recursos de petróleo de esquisto se encuentran en São Mateus do Sul, Paraná, y en el Vale do Paraíba. Brasil ha desarrollado la mayor superficie de la pizarra de aceite de pirólisis réplica Petrosix, operado por Petrobras. La producción en 1999 fue de alrededor de 200.000 toneladas.

### Uranio
Brasil tiene la sexta mayor reserva de uranio en el mundo de los depósitos de uranio se encuentran en ocho diferentes estados de Brasil. Las reservas probadas son 162 mil toneladas. la producción acumulada a finales de 2002 fue menos de 1.400 toneladas. El centro de producción de Poços de Caldas, en el estado de Minas Gerais fue cerrada en 1997 y fue reemplazado por una nueva planta en Laguna Real en Bahía. Hay un plan para construir otro centro de producción en Itatiaia

## Electricidad
Las reformas del sector energético fueron puestas en marcha a mediados de 1990 y un marco regulatorio nuevo fue aplicado en el 2004. En el 2004, Brasil tenía 86.5 GW de capacidad generadora instalada y produjo 387 TwH de electricidad. Hoy en día el 66% de la distribución y 28% de la generación de energía es poseído por empresas privadas. En el 2004, 59 compañías operaban en la generación de energía y 64 en la distribución de electricidad.
La empresa energética más grande es Centrais Elétricas Brasileiras (Eletrobrás), la cual junto con sus subsidiarias genera y transmite aproximadamente 60% de la fuente eléctrica de Brasil. La empresa eléctrica de propiedad privada más grande es Tractebel Energía. Un operador de sistema independiente (Operador Nacional do Sistema Elétrico – ONS), responsable de la coordinación técnica del envío de la electricidad y de la gestión de los servicios de transmisión, y de un mercado al por mayor que fue creado en 1998.
Durante la crisis eléctrica en 2001, el gobierno puso en marcha un programa para construir 55 centrales eléctricas de gas con una capacidad total de 22 GW, pero solamente 19 centrales eléctricas fueron construidas, con una capacidad total de 4.012 MW.

### Hidroeléctrica

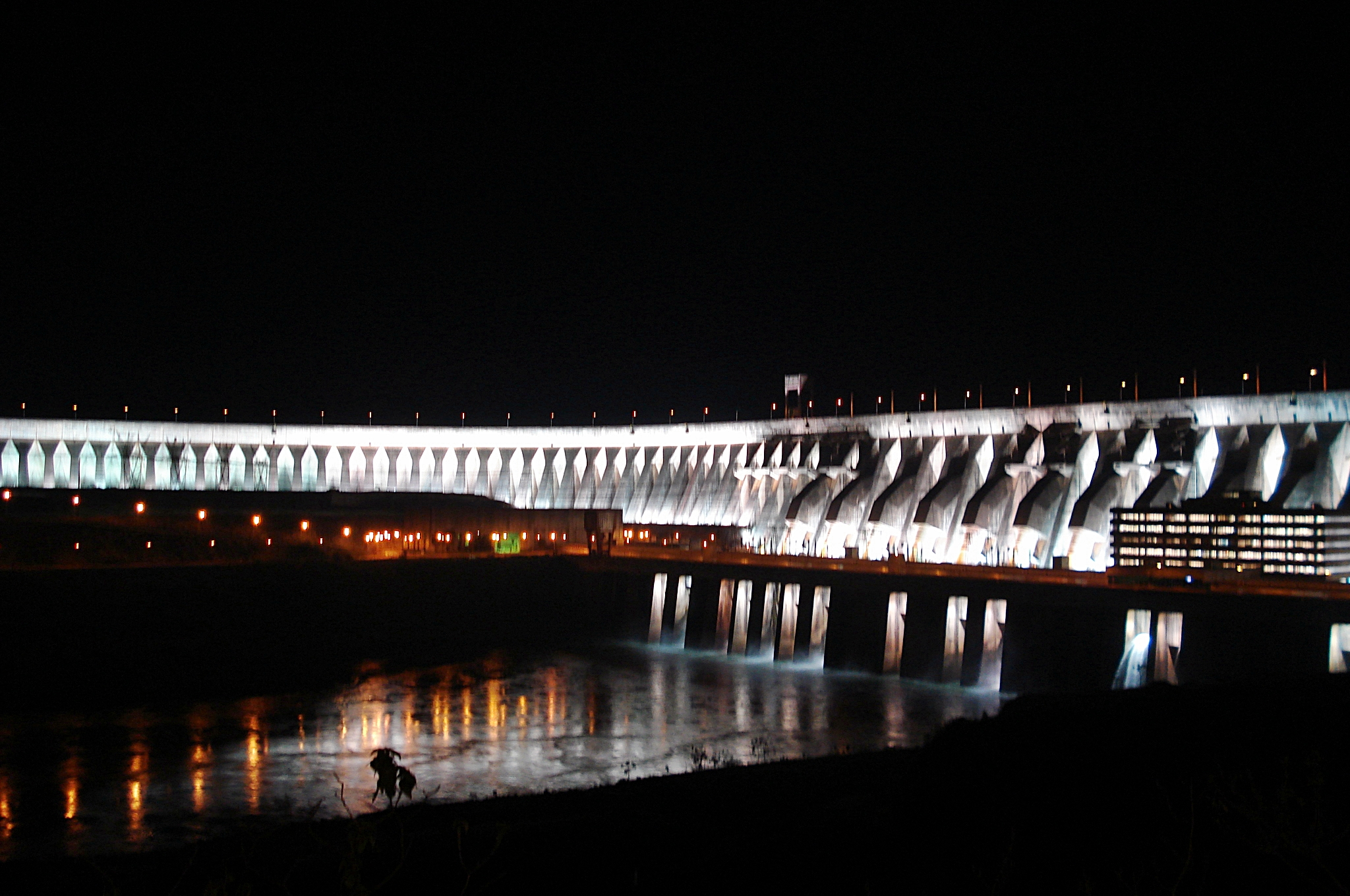
Represa de Itaipu

Brasil es uno de los principales productores mundiales de energía hidroeléctrica. En 2019, Brasil tenía 217 centrales hidroeléctricas en operación, con una capacidad instalada de 98.581 MW, el 60,16% de la generación de energía del país. En la generación total de electricidad, en 2019 Brasil alcanzó los 170.000 megavatios de capacidad instalada, más del 75% de fuentes renovables (la mayoría, hidroeléctricas).
En 2013, la Región Sudeste utilizó cerca del 50% de la carga del Sistema Integrado Nacional (SIN), siendo la principal región consumidora de energía del país. La capacidad instalada de generación de electricidad de la región totalizó casi 42.500 MW, lo que representó alrededor de un tercio de la capacidad de generación de Brasil. La generación hidroeléctrica representó el 58% de la capacidad instalada de la región, correspondiendo el 42% restante básicamente a la generación termoeléctrica. São Paulo representó el 40% de esta capacidad; Minas Gerais en aproximadamente un 25%; Río de Janeiro en 13,3%; y Espírito Santo representó el resto. La Región Sur es propietaria de la Represa de Itaipú, que fue la mayor central hidroeléctrica del mundo durante varios años, hasta la inauguración de la Represa de las Tres Gargantas en China. Sigue siendo la segunda hidroeléctrica en funcionamiento más grande del mundo. Brasil es copropietario de la Planta de Itaipú con Paraguay: la presa está ubicada en el río Paraná, ubicado en la frontera entre países. Tiene una capacidad de generación instalada de 14 GW para 20 unidades generadoras de 700 MW cada una. La Región Norte cuenta con grandes centrales hidroeléctricas, como la Represa de Belo Monte y la Represa de Tucuruí, que producen gran parte de la energía nacional. El potencial hidroeléctrico de Brasil aún no se ha explotado por completo, por lo que el país aún tiene la capacidad para construir varias plantas de energía renovable en su territorio.

### Energía eólica

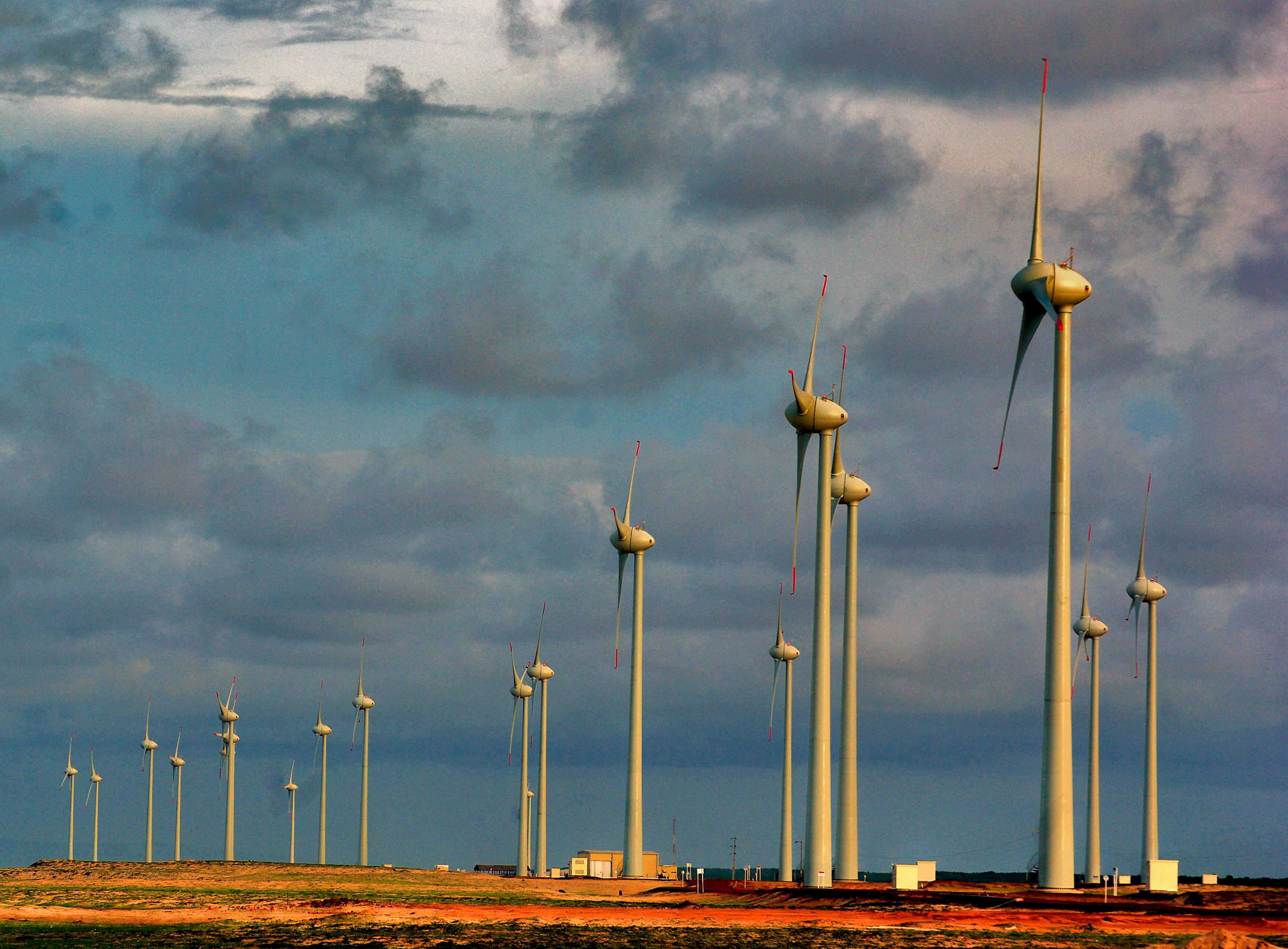
Energía eólica en Parnaíba.

El potencial bruto de recursos eólicos de Brasil se estimó, en 2019, en unos 522 GW (esto, solo en tierra), energía suficiente para satisfacer tres veces la demanda actual del país. A julio de 2022, según ONS, la capacidad instalada total fue de 22 GW, con un factor de capacidad promedio del 58%.. Si bien el factor de capacidad de producción eólica promedio mundial es del 24,7%, hay áreas en el norte de Brasil, especialmente en el estado de Bahía, donde algunos parques eólicos registran un factor de capacidad promedio superior al 60%; el factor de capacidad promedio en la Región Nordeste es del 45% en la costa y del 49% en el interior. En 2019, la energía eólica representó el 9% de la energía generada en el país. En 2021, Brasil fue el séptimo país del mundo en términos de potencia eólica instalada (21 GW), y el 4º mayor productor de energía eólica del mundo (72 TWh), solo por detrás de China, EE. UU. y Alemania.

### Energía Nuclear

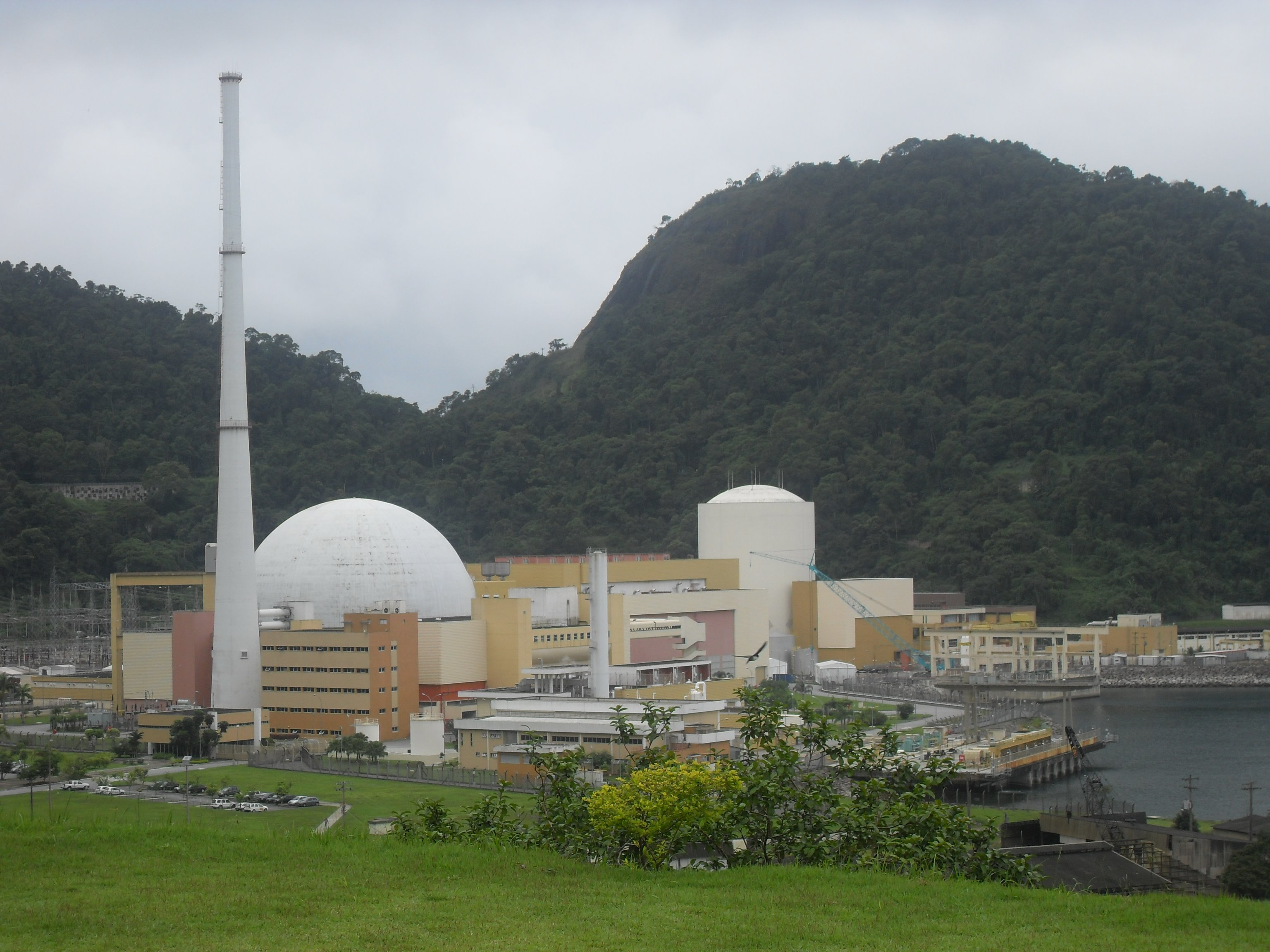
Planta de energía nuclear en Angra dos Reis, Río de Janeiro.

La energía nuclear representa aproximadamente el 4% de la electricidad de Brasil.
El monopolio de generación de energía nuclear es propiedad de Eletronuclear (Eletrobrás Termonuclear S / A), una subsidiaria de propiedad total de Eletrobrás. La energía nuclear es producida por dos reactores en Angra. Se encuentra en la Central Nuclear Almirante Álvaro Alberto (CNAAA) en la Praia de Itaorna en Angra dos Reis, Río de Janeiro. Consta de dos reactores de agua presurizada, Angra I, con capacidad de 657 MW, conectado a la red eléctrica en el año 1982, y Angra II, con capacidad de 1.350 MW, conectado en el 2000. Un tercer reactor, Angra III, con una producción proyectada de 1.350 MW, está previsto que se termine en el 2014 y el trabajo se ha paralizado debido a las preocupaciones ambientales, pero las licencias están siendo aprobadas y que el trabajo pesado de construcción se iniciará en 2009. En 2025 Brasil planea construir siete reactores más.
Brasil firmó un acuerdo de cooperación nuclear con Argentina desde 1991.

### Energía solar

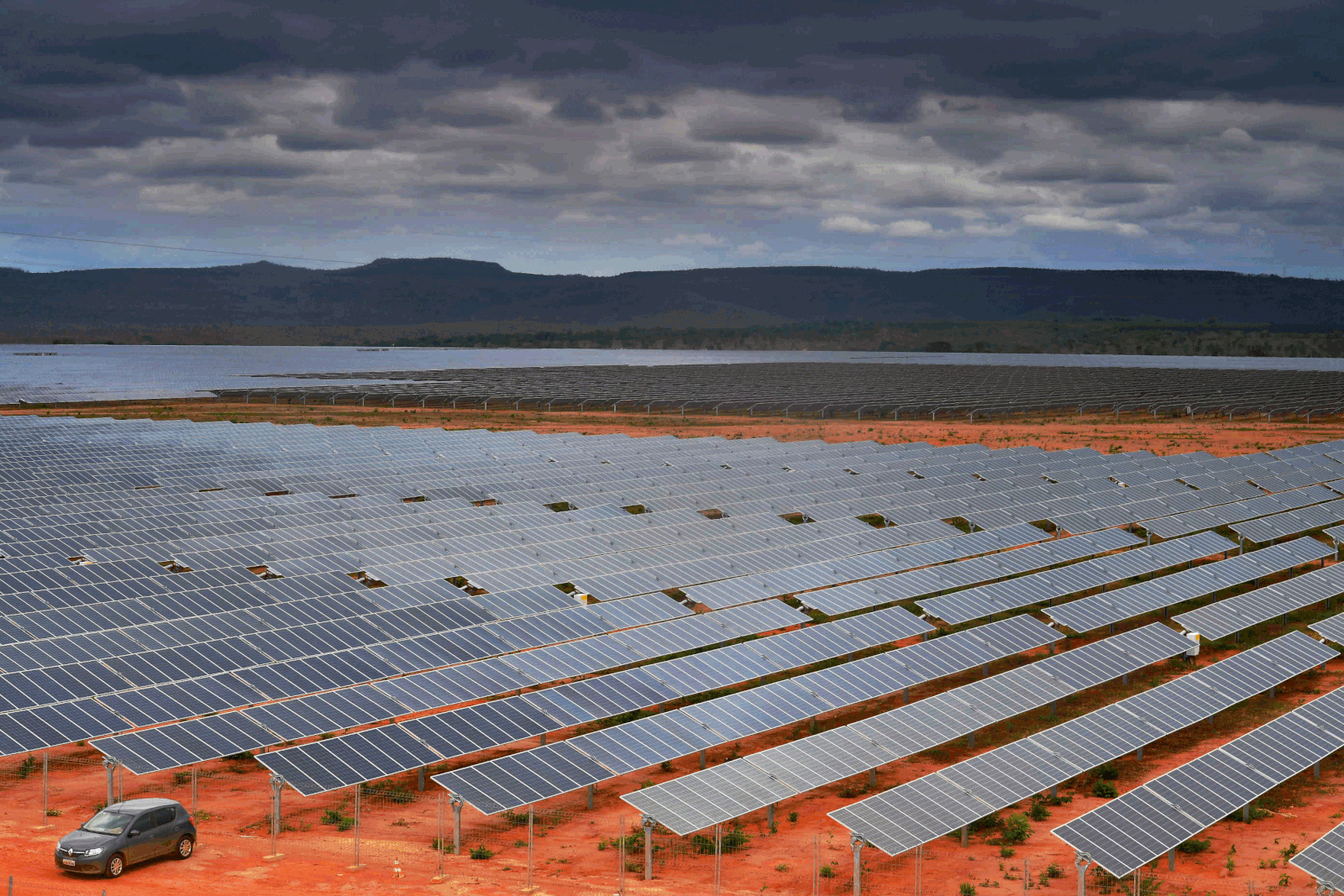
Complejo Solar Pirapora, el más grande de Brasil y Latinoamérica con una capacidad de 321 MW..

A octubre de 2022, según ONS, la capacidad instalada total de energía solar fotovoltaica era de 21 GW, con un factor de capacidad promedio del 23%. Algunos de los Estados brasileños más irradiados son MG ("Minas Gerais"), BA ("Bahía") y GO (Goiás), que de hecho tienen récords mundiales de niveles de irradiación. En 2019, la energía solar representó el 1,27% de la energía generada en el país. En 2021, Brasil fue el 14º país del mundo en términos de potencia solar instalada (13 GW), y el 11º mayor productor de energía solar del mundo (16,8 TWh).

### Biomasa
En 2020, Brasil fue el segundo país más grande del mundo en la producción de energía a través de biomasa (producción de energía a partir de biocombustibles sólidos y residuos renovables), con 15,2 GW instalados.